# Uncle Anesthesia
Uncle Anesthesia è il quinto album discografico degli Screaming Trees, pubblicato nel 1991.

## Descrizione
In questo album il gruppo abbandona completamente le sonorità psichedeliche, che lasciano posto al cosiddetto rock alternativo ed al grunge. L'album è prodotto da Terry Date (produttore di molti gruppi metal e grunge) e Chris Cornell.
Dopo aver completato la registrazione dell'album, Mark Pickerel, il batterista fondatore del gruppo abbandonò la formazione e venne sostituito da Barrett Martin.

## Formazione
- Mark Lanegan - voce
- Gary Lee Conner - chitarra
- Van Conner - basso
- Mark Pickerel - batteria

## Tracce
Testi e musiche di Gary Lee Conner e Mark Lanegan tranne dove indicato diversamente.
1. Beyond This Horizon – 4:13
2. Bed of Roses – 3:02 (Gary Lee Conner, Van Conner e Mark Lanegan)
3. Uncle Anesthesia – 3:52 (Gary Lee Conner, Van Conner e Mark Lanegan)
4. Story of Her Fate – 1:41
5. Caught Between – 5:03 (Gary Lee Conner, Van Conner e Mark Lanegan)
6. Lay Your Head Down – 3:32
7. Before We Arise – 2:26
8. Something About Today – 3:02
9. Alice Said – 4:11
10. Time for Light – 3:50
11. Disappearing – 3:12
12. Ocean of Confusion – 3:05
13. Closer – 5:48